# Mířkov
Mířkov là một làng thuộc huyện Domažlice, vùng Plzeňský, Cộng hòa Séc.